# Kōji Suzuki
Pour les articles homonymes, voir Suzuki (homonymie).
Œuvres principales
- Ring

Kōji Suzuki (鈴木 光司, Suzuki Kōji), né le 13 mai 1957 à Hamamatsu, est un auteur japonais de romans de science-fiction médicale, avec des réflexions sur les relations humaines en général.
Il est notamment l'auteur du roman Ring, qui a inspiré le film du même nom et plusieurs autres adaptations ou suites.

## Œuvres

### Romans
- Paradise (Rakuen) (1990)
- Ring (Ringu) (1991)
- Double hélice (Rasen) (1995)
- La Boucle (Rupu) (1998)
- Ring 0 (Ba-sudei) (1999)
- Promenade of the Gods (Kamigami no Promenade) (2008)
- Edge (2008)
- Drop (2009)
- Sadako  (S) (2012)

### Recueils de nouvelles
- Dark Water (Honogurai mizu no soko kara) (1996) (includes an original framing story)
- Birthday (1999)
- Death and the Flower (2009)

### Films adaptés de ses œuvres
- Ring: The Complete Edition (Ring: Kanzenban) (1995)
- Ring (tiré du roman Ringu) (1998)
- Rasen (tiré du roman Double hélice) (1998)
- Ring Virus (1999), remake coréen
- Ring 2 (Ringu 2) (1999)
- Ring Ø: Birthday (2000)
- Dark Water (2002), tirée de la nouvelle L'Eau flottante
- Le Cercle (The Ring) (2002), remake américain.
- Dark Water (2005), remake américain.
- Rings (short film) (2005)
- Le Cercle 2 (The Ring Two) (2005), suite américaine.
- Les Maîtres de l'horreur (TV, épisode 2.13 Dream Cruise) (2007)
- Solitary Isle
- Sadako 3D (2012)
- Rings (2017), suite américaine.